# 루스 세인트데니스

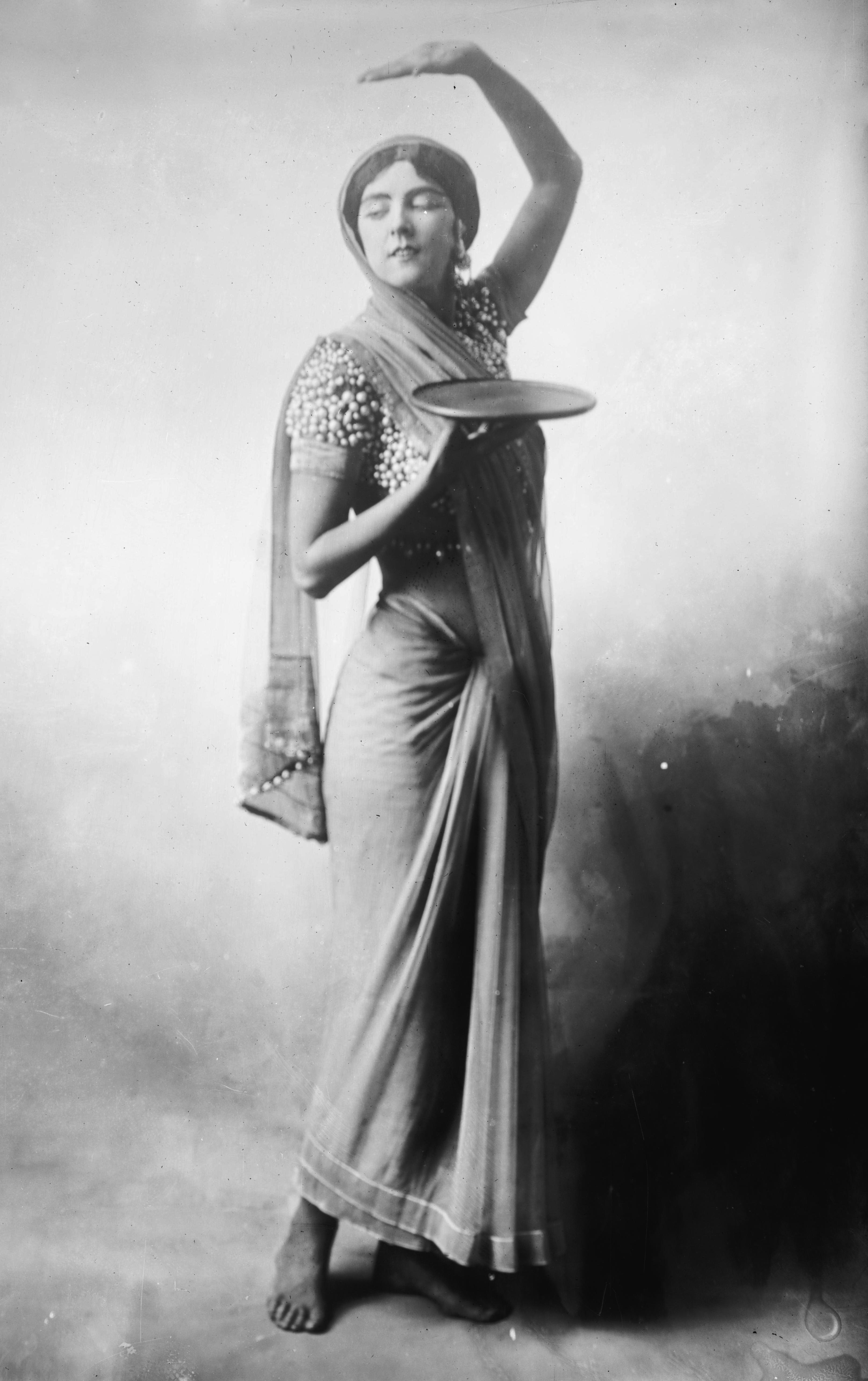
루스 세인트데니스

루스 세인트데니스(영어: Ruth St. Denis, 1879년 1월 20일 ~ 1968년 7월 21일)는 미국의 무용가다.
그녀는 하냐 홀름보다 앞서 순수한 미국인 현대 무용가로서 선구적인 활약을 했던 무용가였다. 이사도라 덩컨이 그리스를 이상(理想)으로 삼았었던 것과는 달리 그녀는 동양의 종교적인 신비주의를 채택한 모던 댄스로 이름을 떨쳤고, 1906년에는 인도 무용 <라다>로 최초의 성공을 거두고 제1인자가 되었다.
그녀의 가장 화려한 활약기는 1914년에 테드 숀(Ted Shawn, 1891년 ~ 1972년)과 결혼한 후 데니숀 무용학교를 세우고 같은 이름의 무용단을 조직했었던 때이다. 그 후, 이 두 사람은 1931년에 이혼하고 동시에 무용단도 해산했지만 오랫동안 미국 현대 무용의 개척자로서 존경을 받았으며, 할리우드에 은퇴해 있는 동안 무용을 종교와 연결시키는 일에 헌신하였다.

## 같이 보기
- 이사도라 덩컨